# Нориця (медицина)
Нориця (також фістула) — патологічний або штучний канал, який зв'язує внутрішні органи чи патологічні вогнища: зі шкірними покривами (зовнішні нориці) або між собою (внутрішні нориці). Загалом, із фістули виділяється рідкий вміст. Патологічний канал, так чи інакше, утворюється внаслідок змертвіння тканин, тому нориці є одним із видів змертвіння.
За своїм походженням розрізняють природжені фістули (аномалії розвитку плода), та набуті фістули, які утворилися внаслідок травми, операції, патологічного процесу (абсцес, флегмона, остеомієліт, парапроктит та інш.).
Нориці виникають як післяопераційне ускладнення, але також сама операція може мати за мету сформувати стому (або норицю). Щодо останнього, існує певна суперечка — чи можна називати стоми норицями, оскільки нориці є одним із видів змертвіння, а операція не має на меті некротизувати живі тканини.

## Термінологія
Термін нориця та росіянізм свищ в україномовній літературі, частіше можуть вживатись до патологічних утворень внаслідок виходу гною під тиском, через постійні надриви капсули первинного гнійника з поступовим утворенням норицевих ходів, тоді як фістула частіше вживається в контексті штучних утворень як мета оперативних втручань, де за допомогою штучного чи природного утворення утворюють опосередковано (за допомогою трубки) канал, наприклад, шлункова фістула[джерело?] — отримання шлункового соку, чи абдомінальна фістула[джерело?] — забезпечення лапароскопічної санації.
Вирізняється також поняття шунт, (англ. bypass), який, по суті, є теж своєрідною фістулою, але термін використовується для означення з'єднань порожнин судинних утворень, наприклад, аортокоронарне шунтування — відновлення нормального кровонаповнення коронарних судин з аорти чи внутрішньої грудної артерії, гемодіалізний шунт — для зручності виконання гемодіалізних процедур.
Термін стома, який теж означає з'єднання, частіше використовують для означення безпосереднього з'єднання (зшивання) стінок двох порожнистих органів між собою або порожнистого органу до шкіри, наприклад, гастроентероанастомоз, тобто, між шлунком (лат. gaster) та кишкою (лат. enter) утворюється взаємна (лат. ana) стома (лат. stoma), або, наприклад, трахеостома — анастомоз зшитий між трахеєю та шкірою.

## Види нориць

### Нориці гнійні
Гній, який утворився внаслідок розпаду осередку запалення, прокладає собі шлях назовні, або до найближчої порожнини. Канал, через який гній витікає назовні, після ліквідації запального процесу зазвичай загоюється. Але якщо запальний процес не ліквідований та у тканинах залишається інфікована порожнина, іноді із секвестром (стороннє тіло), то цей канал не зростається, а формується гнійна нориця. Гнійні фістули часто утворюються після сліпих вогнепальних поранень, якщо куля або скалки не були видалені оперативно, навколо них розвивається нагноєння. Нориці виникають також при нагноєнні швів навколо лігатур, різного роду сторонніх тіл, кісткових секвестрів, які залишилися глибоко у тканинах.
Лікуваннявидалення сторонніх тіл, навколо яких утворилася порожнина, механічне та хімічне очищення порожнини та розсічення каналу нориці.

### Нориці шлунково-кишкового тракту
Ці нориці, одні з найрозповсюдженіших за кількістю серед усіх фістул. Виникають як наслідок важких травм ШКТ(шлунково-кишкового тракту), після масивних та складних операцій. До них належать слинні нориці, нориці стравоходу, шлункові, тонкокишкові, панкреатичні, жовчеві, нориці товстого кишечника, параректальні, вроджені прикуприкові ходи. Окремо виділяють прямокишково-піхвові нориці.

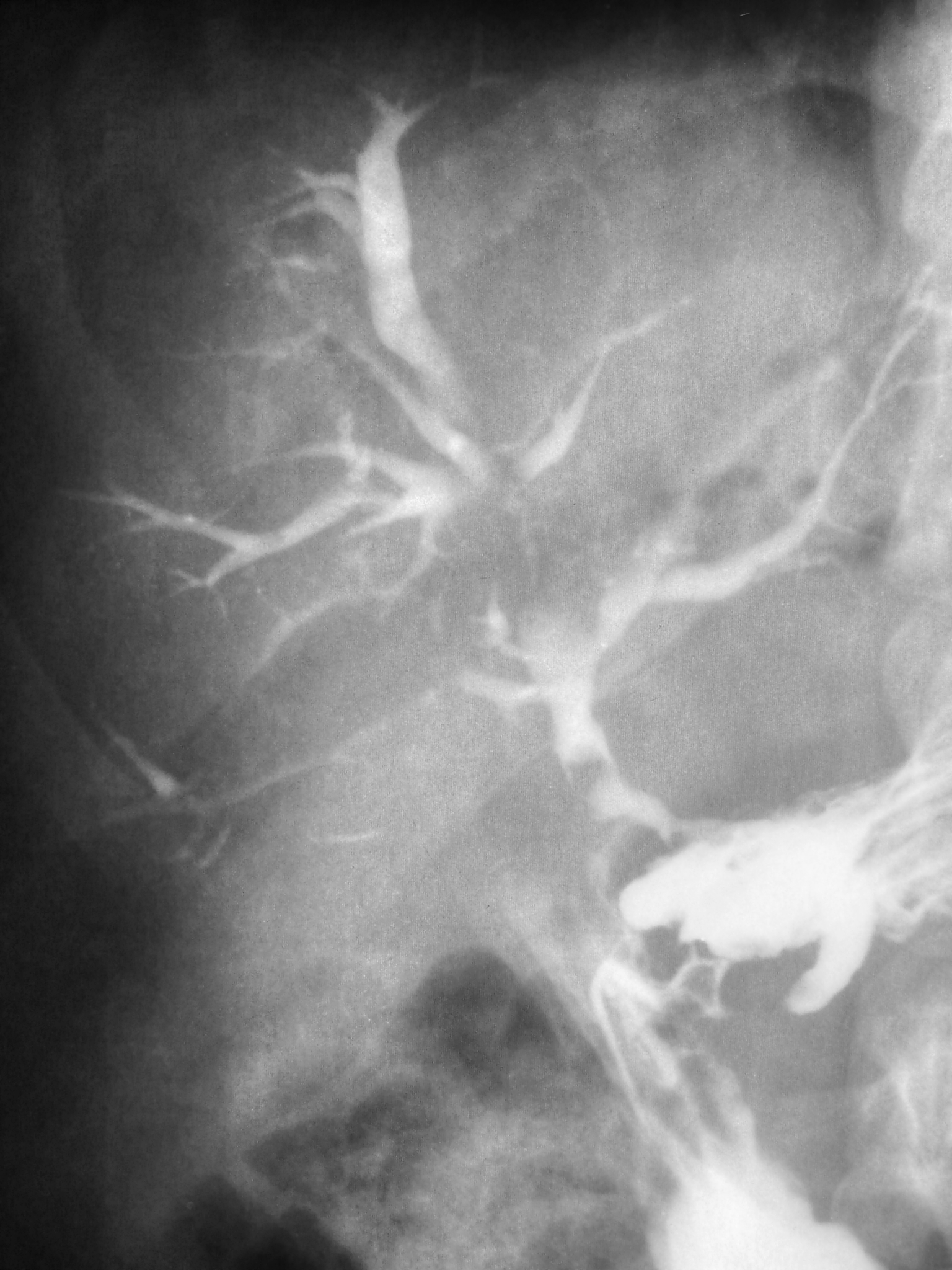
Дуоденобіліарна нориця, що візуалізється за допомогою пасажу барію, що ретроградно контрастує жовчні протоки печінки.

Нориця слиннаУтворюється після поранення слинної залози та її протоки. При слинних норицях під час їжі відбувається виділення слини назовні, що веде до значного подразнення шкіри. Лікування: пластична операція.
Нориця шлунковаУ тих випадках, коли по якійсь причині радикальну операцію на стравоході провести не можна (порушення ковтання, рак стравоходу, та звуження його після опіку), накладають шлункову норицю (хірургія — стому). Ця операція називається гастростомією.
Нориці кишкиВиникають після травм, також після певних видів операцій, невдалого/незавершеного лікування захворювань органів черевної порожнини. Стійкі до лікування, такі фістули потребують «визрівання», після чого ефективним є хірургічна операція.
Нориці жовчніУтворюються іноді після операцій на жовчних протоках. Для їхнього усунення доводиться проводити повторні операції, обсяг яких визначається тими змінами, що виникли після першого разу.

### Нориці шиї вроджені
Розрізняють серединні та бокові нориці шиї. Серединні локалізуються за середньою лінією між під'язиковою кісткою та руків'ям груднини. Утворюються внаслідок незаростання ембріональної протоки щитоподібної залози. Бокові нориці та кісти шиї виникають при незаростанні ембріональної протоки вилочкової залози. Також нориці можуть сполучати трахею і стравохід, що має особливу симптоматику — поява кашлю під час прийому їжі.
ЛікуванняОперативне.

### Нориця сечового міхура (штучна)
Цистостома — накладають при повній затримці сечі внаслідок гіпертрофії статевої залози або звуження сечовивідного каналу. Також, при травмах виникає нориця сечового міхура, по якій виділяється сеча на зовні чи у порожнини та органи.

### Інші нориці
Серед інших нориць, можна виділити судинні, отоларингологічні, нейроофтальмологічні, мамарні, спинномозкові.